# Стоєнешть (комуна, Олт)
Стоєнешть, Стоєнешті (рум. Stoenești) — комуна у повіті Олт в Румунії. До складу комуни входить єдине село Стоєнешть.
Комуна розташована на відстані 132 км на захід від Бухареста, 36 км на південь від Слатіни, 59 км на південний схід від Крайови.

## Населення
За даними перепису населення 2002 року у комуні проживали 2408 осіб.
Національний склад населення комуни:
| Національність | Кількість осіб | Відсоток |
| -------------- | -------------- | -------- |
| румуни         | 2181           | 90,6%    |
| цигани         | 227            | 9,4%     |

Рідною мовою назвали:
| Мова      | Кількість осіб | Відсоток |
| --------- | -------------- | -------- |
| румунська | 2195           | 91,2%    |
| циганська | 213            | 8,8%     |

Склад населення комуни за віросповіданням:
| Релігія     | Кількість осіб | Відсоток |
| ----------- | -------------- | -------- |
| православні | 2404           | 99,8%    |

## Зовнішні посилання
- Дані про комуну Стоєнешть на сайті Ghidul Primăriilor